# 第6期名人戦(旧) (囲碁)
第6期名人戦(旧)（だい6きめいじんせん）
囲碁の名人戦第6期は、1966年（昭和41年）から1967年に行われ、名人2連覇中の林海峰に対し坂田栄男が前期に続いて挑戦者となり、1967年8月から行われた挑戦手合七番勝負で林が4勝1敗で名人位3連覇を果たした。

## 方式
コミは5目（ジゴは白勝ち）。持時間はリーグ戦、挑戦手合は各10時間の二日制。

## 結果

### 挑戦者決定リーグ戦
挑戦者決定リーグ参加棋士は、前期シードの坂田栄男、橋本昌二、藤沢秀行、藤沢朋斎、大平修三、高川格と、リーグ復帰の宮下秀洋、杉内雅男、新参加の山部俊郎の計9名。
リーグ戦は、坂田が1位で挑戦者となる。大平、宮下、杉内が陥落となった。

### 挑戦手合七番勝負
坂田は2年連続で林海峰へのリターンマッチとなった。前年には林からの名人位奪還はならなかったものの、それに続く王座戦では林を破ってタイトル獲得、この年の十段戦を制して全冠制覇を成し遂げ、プロ十傑戦にも優勝し、日本棋院第一位決定戦と合わせて五冠、6月の本因坊戦では林の挑戦を退けて7連覇を果たしていた。一方前年の日本棋院選手権戦では大平修三、この年の日本棋院第一位決定戦では大竹英雄にタイトルを奪われるなど、昭和世代が坂田、高川格らの大正世代に肉薄してきていた。
林は本因坊戦で1-4で敗れていて、世評では坂田有利とも言われたが、名人戦では4-1と逆のスコアで防衛を果たし、名人戦3連覇となった。このため「坂田は夏に弱い」「夏に強い林海峰」という評判も生まれた。
七番勝負（1967年）（△は先番）

## 対局譜
林が先勝 第6期名人戦挑戦手合七番勝負第1局 1967年8月9-10日 林海峰名人(先番)-坂田栄男本因坊

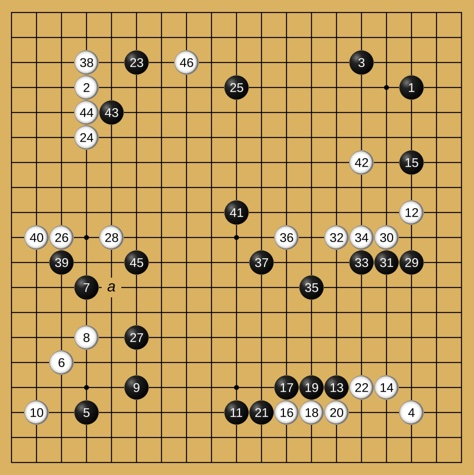
第1局(1-46手)

第1局は東京紀尾井町福田屋で行われた。白番の坂田は、下辺白18打ち込みから22の定型について、20では白21、黒21の上、白20、黒11の上までとして先手を取って上辺に先着するのだったという感想があり、それでこそ坂田流だったということ。白28は好手で、この手で8の右上のコスミなら林は26の右へのツケ切りからのサバキを予定していたという。黒29ではその左下に臨めば無難だが、右下白が厚いので29に打ち込んだ。白30から36まではこうなるところ。1日目の午後のこの頃に写真家の土門拳が対局室で2時間ほど撮影を行い、パチパチというシャッター音で調子が狂ったと坂田は局後にこぼした。そのためかどうか、黒43のノゾキに注文通りに白44とツイだのが変調で、黒45が黒41との関連して絶好点になった。白44では左上で先手を取ってaにまわるべきだった。白46以下、上辺で難しい戦いになり、双方とも長考の連続になり、46に52分、47に47分、48に20分、51が一日目の封じ手で34分、52が38分の考慮時間を使い、白70では1時間43分の長考だった。この上辺で難しい攻め合いになり、控室では呉清源、木谷実や川端康成なども交えて検討がされたが、白の妙手で攻め合いは白が勝ち、ただし黒も中央を締め付けてリードを保った。続いて右辺で白からの勝負手にも最強に応じ、午後11時59分に239手で終局、黒2目勝ちとなって、林が先勝した。

## 注
1. ↑  『現代花形棋士名局選5 林海峰』